# قائمة الحوادث الإرهابية في يوليو من عام 2016
قائمة الحوادث الإرهابية في يوليو من عام 2016
هذا هو الجدول الزمني للحوادث الإرهابية التي وقعت في يوليو من عام 2016، بما في ذلك الهجمات التي تمت من قبل الجهات الفاعلة غير الحكومية العنيفة لدوافع سياسية.